# مطار جزيرة نورفولك
مطار جزيرة نورفولك (إياتا: NLK، إيكاو: YSNF) هو المطار الوحيد الموجود في جزيرة نورفولك، مقاطعة خارجية تابعة لاستراليا.